# Araguacema
Araguacema là một đô thị thuộc bang Tocantins, Brasil. Đô thị này có diện tích 2778,452 km², dân số năm 2007 là 5964 người, mật độ 2,15 người/km².